# Miss Atlántico Internacional 2006
Miss Atlântico Internacional 2006 foi a 12ª. edição do tradicional concurso de beleza feminino de nível internacional sob o nome Miss Atlântico que ocorre anualmente na cidade de Punta del Este, no Uruguai. O certame foi transmitido ao vivo pelo sinal da Teledoce através do Canal 12 e retransmitido no dia posterior à realização deste pela Latinoamérica Televisión.  O evento ainda contou com a participação de quinze candidatas de três continentes diferentes. A vitoriosa da noite foi a italiana Manuela Esposito, segunda de seu País a obter o título. 

## Resultados

### Colocações
| Posição   | País e Candidata            |
| Vencedora | - Itália - Manuela Esposito |
| 2º. Lugar | - Brasil - Andréa Lopes     |
| 3º. Lugar | - Tunísia - Houda Jendoubi  |

### Premiações Especiais
- O concurso distribuiu as seguintes premiações:

| Prêmio          | País e Candidata            |
| Miss Simpatia   | - Peru - Pierina Calderón   |
| Miss Fotogenia  | - Colômbia - Claudia Molina |
| Miss Internet   | - Panamá - Krysthel Sucre   |
| Melhor Fantasia | - Colômbia - Claudia Molina |

## Candidatas
Candidatas que disputaram o concurso este ano:
| - Argentina - Brenda Agustina Arlettaz - Bolívia - Carla Lorena Rocabado - Brasil - Andréa Lopes de Andrade - Colômbia - Claudia Milena Molina - Equador - Diana Karina Sánchez - Espanha - Tania Moreno Punti - Estados Unidos - Kanksha Mehta - Honduras - Soraya Wai | - Itália - Manuela Esposito - Panamá - Krysthel Yeleni Sucre - Paraguai - Liz Concecpción Santacruz - Peru - Pierina Alexandra Calderón - República Dominicana - Jennifer Amaris Peña - Tunísia - Houda Jendoubi - Uruguai - Maria José Betancur |